# Błażej Wojnicz
Błażej Wojnicz (ur. 1983) – polski prawnik, adwokat i urzędnik, w latach 2017–2018 prezes Polskiej Grupy Zbrojeniowej.

## Życiorys
Jest absolwentem Wydziału Prawa i Administracji Uniwersytetu Kardynała Stefana Wyszyńskiego w Warszawie. W 2013 ukończył aplikację adwokacką. Pracował m.in. w Ministerstwie Obrony Narodowej, Biurze Bezpieczeństwa Narodowego (2006–2010), Agencji Mienia Wojskowego (członek rady nadzorczej w latach 2007–2008) i Kancelarii Prezydenta RP oraz w firmach prywatnych i kancelariach prawniczych. Prowadził także własną praktykę adwokacką. Wieloletni współpracownik Aleksandra Szczygło, z którym współpracował od 2001 r. do jego śmierci w katastrofie smoleńskiej. W Szkole Głównej Handlowej ukończył studia doktoranckie o profilu ekonomiczno-społecznym. Na Akademii Leona Koźmińskiego w Warszawie prowadził wykłady z teorii i filozofii prawa oraz wstępu do prawoznawstwa. 
Od grudnia 2015 do sierpnia 2016 pełnił funkcję członka rady nadzorczej Polskiego Holdingu Obronnego S.A. (PHO), zaś w sierpniu 2016 objął funkcję prezesa tego Holdingu. 13 lutego 2017 został powołany przez radę nadzorczą Polskiej Grupy Zbrojeniowej (PGZ) na stanowisko prezesa zarządu (z funkcji tej zrezygnował Arkadiusz Siwko). Funkcję prezesa w PHO i PGZ do kwietnia 2017 pełnił jednocześnie (z funkcji prezesa PHO zrezygnował 19 kwietnia 2017). 8 lutego 2018 nadzwyczajne walne zgromadzenie akcjonariuszy PGZ dokonało zmian w składzie rady nadzorczej spółki oraz odwołało B. Wojnicza z funkcji prezesa.
Jest byłym wielokrotnym mistrzem Polski i zdobywcą Pucharu Polski w Taekwondo WTF oraz byłym reprezentantem Polski w Taekwondo WTF.